# Rada Państwa (Oman)
Rada Państwa (arab. مجلس الدولة, Madżlis ad-Daula) – wyższa izba omańskiego parlamentu (Madżlis Uman), pełniąca funkcje doradcze, bez prawa inicjatywy ustawodawczej; członkowie są mianowani przez sułtana.
Rada Państwa została powołana jako wyższa izba nowo utworzonego, dwuizbowego parlamentu na mocy tzw. prawa podstawowego, pełniącego funkcję konstytucji.
Według art. 58 Prawa podstawowego członkowie izby wyższej rekrutują się przede wszystkim z byłych urzędników administracji wyższej (ministrów, podsekretarzy i osób pełniących urzędy podobnej rangi, ambasadorów itp.), byłych wyższych sędziów, emerytowanych wyższych oficerów, wybitnych przedstawicieli świata nauki, sztuki i biznesu oraz osób zasłużonych dla państwa; sułtan może też mianować dowolną osobę członkiem rady, pod warunkiem, że jest to obywatel Omanu, powyżej lat 40 (według kalendarza gregoriańskiego), nigdy nie karany, niebędący członkiem sił wojskowych lub bezpieczeństw, nieubezwłasnowolniony i zdrowy psychicznie. Liczba członków nie powinna przekraczać liczby członków izby niższej Rady Konsultacyjnej i obecnie wynosi 83.
Ostatnia nominacja miała miejsce 8 listopada 2015. Sułtan mianował 60 nowych członków, pozostawiając 23 na kolejną kadencję; wśród członków rady na jej szóstą kadencję (2015–2019) jest 12 kobiet.
Kadencja i funkcje
Kadencja izby trwa cztery lata, liczone według kalendarza gregoriańskiego; izba wybiera dwóch wiceprzewodniczących. W większości przypadków głosowania są rozstrzygane absolutną większością głosów przy kworum stanowiącym większość członków rady, w tym co najmniej jednego przewodniczącego lub wiceprzewodniczącego. W przypadkach impasu głos rozstrzygający ma przewodniczący.
Rada urzęduje w rocznych sesjach, trwających nie mniej niż 8 miesięcy w roku; częstotliwość spotkań ustala biuro rady w zależności od napływających dokumentów od rządu czy komitetów rady. Do ciał wchodzących w skład rady należą: przewodniczący i dwóch wiceprzewodniczących, biuro rady (zajmujące się organizacją pracy), wybierane wśród członków stałe komitety (np. ds. edukacji i badań naukowych, prawny, finansowy itp.) oraz główny sekretariat, na czele którego stoi sekretarz generalny, mianowany przez sułtana, mający pod sobą czterech wicesekretarzy odpowiedzialnych za pracę komitetów, badania i informacje, finanse i kwestie prawne oraz media i public relations. W przypadku rozwiązania izby niższej parlamentu, sesje izby wyższej ulegają zawieszeniu.
Do zadań Rady należy zatwierdzanie lub wprowadzanie poprawek do ustaw proponowanych przez radę ministrów. Proponowane ustawy trafiają najpierw do izby niższej i po zatwierdzeniu przez nią – do wyższej. Jeśli decyzje obu izb są rozbieżne, ustawa jest wpierw dyskutowana i następnie głosowana na wspólnym posiedzeniu obu izb, czyli całej Rady Omanu. Rada Państwa dokonuje też rewizji i poprawy istniejących praw, dyskutuje i proponuje zmiany w bieżących planach rozwojowych i w projekcie budżetu państwa, ustalonym przez rząd. Rada dokonuje też przeglądu rocznego raportu państwowej komisji audytu finansów i administracji.